# Karolina Kędzia
Karolina Kędzia (ur. 8 lipca 1990) – polska lekkoatletka specjalizująca się w wielobojach.

## Kariera
Reprezentantka Polski w pucharze Europy w wielobojach. 
Medalistka mistrzostw Polski seniorów – dwa srebrne (Opole 2010 i Toruń 2011) oraz jeden brązowy (Białogard 2012) medal w siedmioboju. Posiada jeden tytuł halowej mistrzyni Polski seniorek w pięcioboju (Spała 2010), w 2013 sięgnęła po srebro halowych mistrzostw kraju.

## Osiągnięcia
| Rok  | Impreza                                | Miejsce | Konkurencja | Pozycja     | Wynik     |
| ---- | -------------------------------------- | ------- | ----------- | ----------- | --------- |
| 2010 | Superliga pucharu Europy w wielobojach | Tallinn | siedmiobój  | 23. miejsce | 5212 pkt. |
| 2013 | Superliga pucharu Europy w wielobojach | Tallinn | siedmiobój  | 22. miejsce | 5309 pkt. |

## Rekordy życiowe
- siedmiobój lekkoatletyczny – 5567 pkt. (29 maja 2011, Toruń)
- pięciobój lekkoatletyczny – 3984 pkt. (16 lutego 2013, Spała).